# Campeonato Piauiense 2021
In 2021 werd het 81ste Campeonato Piauiense gespeeld voor voetbalclubs uit de Braziliaanse staat Piauí. De competitie werd georganiseerd door de FFP en werd gespeeld van 20 februari tot 30 mei. Altos werd kampioen.

## Groepsfase
| Plaats | Club       | Wed. | W | G | V | Saldo | Ptn. |
| ------ | ---------- | ---- | - | - | - | ----- | ---- |
| 1.     | Altos      | 14   | 7 | 5 | 2 | 23:17 | 26   |
| 2.     | Fluminense | 14   | 7 | 3 | 4 | 22:15 | 24   |
| 3.     | 4 de Julho | 14   | 6 | 5 | 3 | 20:13 | 23   |
| 4.     | Flamengo   | 14   | 5 | 4 | 5 | 19:20 | 19   |
| 5.     | Parnahyba  | 14   | 4 | 5 | 5 | 17:23 | 17   |
| 6.     | Ríver      | 14   | 4 | 4 | 6 | 15:20 | 16   |
| 7.     | Tiradentes | 14   | 4 | 3 | 7 | 14:17 | 15   |
| 8.     | Picos      | 14   | 2 | 5 | 7 | 11:16 | 11   |

|  | Geplaatst voor finale |
|  | Degradatie            |

## Finale
Heen
|              |             |       |                        |                                    |
| 19 mei 20:00 | Fluminense  | 2 – 0 | Altos                  | Albertão, Teresina Toeschouwers: 0 |
| 19 mei 20:00 | Matheus 46' |       | Betinho 42' Manoel 46' | Albertão, Teresina Toeschouwers: 0 |

Terug
|              |                            |       |            |                                              |
| 23 mei 16:00 | Altos                      | 3 – 0 | Fluminense | Arena Ytacoatyaras, Piripiri Toeschouwers: 0 |
| 23 mei 16:00 | Betinho 3' Manoel 78', 80' |       |            | Arena Ytacoatyaras, Piripiri Toeschouwers: 0 |

## Totaalstand
| Plaats | Club       | Wed. | W | G | V | Saldo | Ptn. |
| ------ | ---------- | ---- | - | - | - | ----- | ---- |
| 1.     | Altos      | 16   | 9 | 5 | 2 | 28:18 | 26   |
| 2.     | Fluminense | 14   | 7 | 5 | 4 | 23:20 | 26   |
| 3.     | 4 de Julho | 14   | 6 | 5 | 3 | 20:13 | 23   |
| 4.     | Flamengo   | 14   | 5 | 4 | 5 | 19:20 | 19   |
| 5.     | Parnahyba  | 14   | 4 | 5 | 5 | 17:23 | 17   |
| 6.     | Ríver      | 14   | 4 | 4 | 6 | 15:20 | 16   |
| 7.     | Tiradentes | 14   | 4 | 3 | 7 | 14:17 | 15   |
| 8.     | Picos      | 14   | 2 | 5 | 7 | 11:16 | 11   |

|  | Kampioen, geplaatst voor Copa do Brasil 2022 en Copa do Nordeste 2022 |
|  | vicekampioen, geplaatst voor Copa do Brasil 2022 en Série D 2022      |
|  | Geplaatst voor Série D 2022                                           |
|  | Degradatie                                                            |

### Kampioen
| Campeonato Piauiense de 2021 |
| Piaui                        |
| ---------------------------- |
| ALTOS Kampioen (3° titel)    |